# Consejo Supremo de Justicia Militar
El Consejo Supremo de Justicia Militar (CSJM) fue un organismo de justicia militar que existió en España. Creado durante la dictadura de Francisco Franco, recuperaba las funciones de otros organismos históricos. En la actualidad sus funciones son ejercidas por la Sala Quinta del Tribunal Supremo.

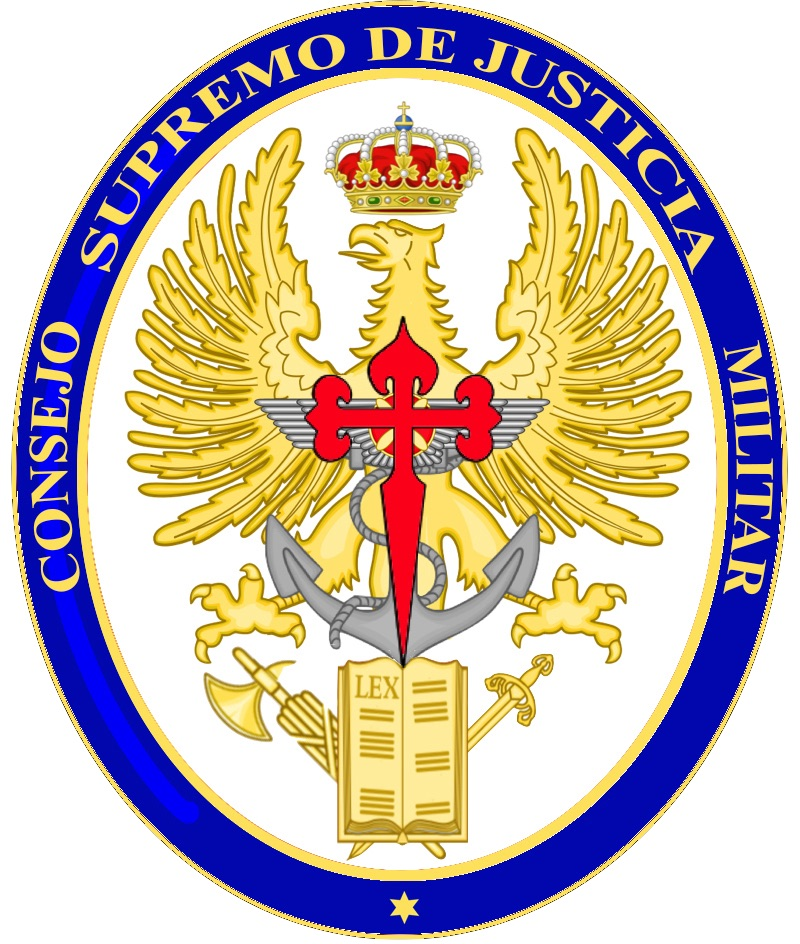
Distintivo de destino del Consejo Supremo de Justicia Militar

## Historia

### Antecedentes
Sus orígenes se remontan a la época de la Monarquía Hispánica, cuando el Consejo Supremo de Guerra era un órgano consultivo que estaba en íntima conexión con el Consejo de Estado. Existen noticias de la existencia del Consejo de Guerra desde al menos 1516. A lo largo de los siguientes siglos cambió de denominación en numerosas ocasiones, al igual que variaron sus competencias sobre el Ejército y la Marina.
Entre 1834 y 1869 fue denominado como el "Tribunal Supremo de Guerra y Marina". Durante los siguientes años cambia su estructura, y es en 1878 cuando el Real Decreto de 13 de febrero de 1878 lo denomina como Consejo Supremo de Guerra y Marina. Su actividad se extendió prácticamente todo el período de la Restauración. En 1931, tras la proclamación de la Segunda República, fue disuelto por la llamada "Ley Azaña", que transfirió sus funciones y competencias a la Sala Sexta del Tribunal Supremo. Esta medida provocó un enorme malestar entre las Fuerzas Armadas, que lo consideraron una intromisión del poder civil en el ámbito militar. Durante el período 1936-1939 su denominación fue la de "Tribunal Permanente de Justicia Militar", cambiando desde 1939 hasta su desaparición, por la de "Consejo Supremo de Justicia Militar"

### Historia del organismo

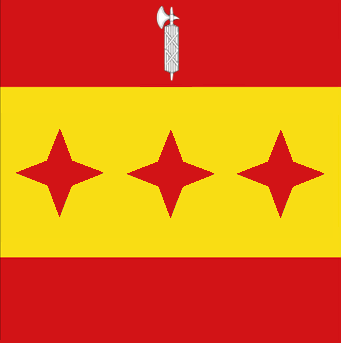
Insignia Tte. Gral Presidente CSJM (R.D 1511/1977)

Tras el comienzo de la Guerra civil, en la zona sublevada se organizó un Tribunal de Justicia Militar, que en 1939 (con la instauración de la dictadura franquista) daría lugar a la creación del Consejo Supremo de Justicia Militar (CSJM). Este nuevo organismo, que formaba parte del Ministerio del Ejército, recuperaba las competencias del antiguo Consejo Supremo de Guerra y Marina desaparecido en 1931. Fue presidido por el militar Emilio Fernández Pérez. La conformación del ente supuso una vuelta de las competencias de la Justicia Militar al ámbito estrictamente castrense. En el año 1959 se aprueba su Reglamento Orgánico y de régimen interior, en el que se detallan las atribuciones del Consejo: ejercer en materia de justicia la superior jurisdicción en los Ejército de Tierra, Mar y Aire; constituir la Asamblea permanente de las Reales y Militares Órdenes de San Fernando y San Hermenegildo; reconocer y clasificar los derechos pasivos al personal de los tres ejércitos y miembros de la Guardia Civil y Policía Armada y de Tráfico y a las familias de los mismos. Tenía su sede en el Palacio de Fontalba, en el paseo de la Castellana de Madrid, y que hoy ocupa la Fiscalía General del Estado.
El 3 de junio de 1982 el CSJM emitió sentencia contra los acusados de estar involucrados en el fallido Golpe de Estado de 1981.
Por la Ley Orgánica 4/1987, de 15 de julio de 1987 el CSJM desaparecía y sus funciones eran asumidas por la Sala Quinta del Tribunal Supremo.